# 山西中医药大学
山西中医药大学位于中华人民共和国山西省太原市，以中医教學為主。

## 历史沿革
前身为1978年创办的山西医学院中医大学班。1989年6月，山西中医学院正式成立。1999年6月，通过原国家教委本科教学工作合格评价。2017年5月，经教育部批准正式更名为山西中医药大学。

## 教学业务机构
- 傅山学院
- 第一临床学院
- 第二临床学院
- 第三临床学院
- 第四临床学院
- 基础医学院
- 中药与食品工程学院
- 护理学院
- 马克思主义学院
- 人文社会科学学院
- 健康服务与管理学院
- 国际教育学院
- 研究生学院
- 继续教育学院（职业技术学院）
- 体育教学部[2]

## 附属医院
- 山西中医药大学附属医院
- 山西中医药大学附属针灸推拿医院
- 山西中医药大学附属中西医结合医院
- 山西中医药大学附属晋中医院
- 山西中医药大学附属中医院[3]